# 小野站 (長崎縣)

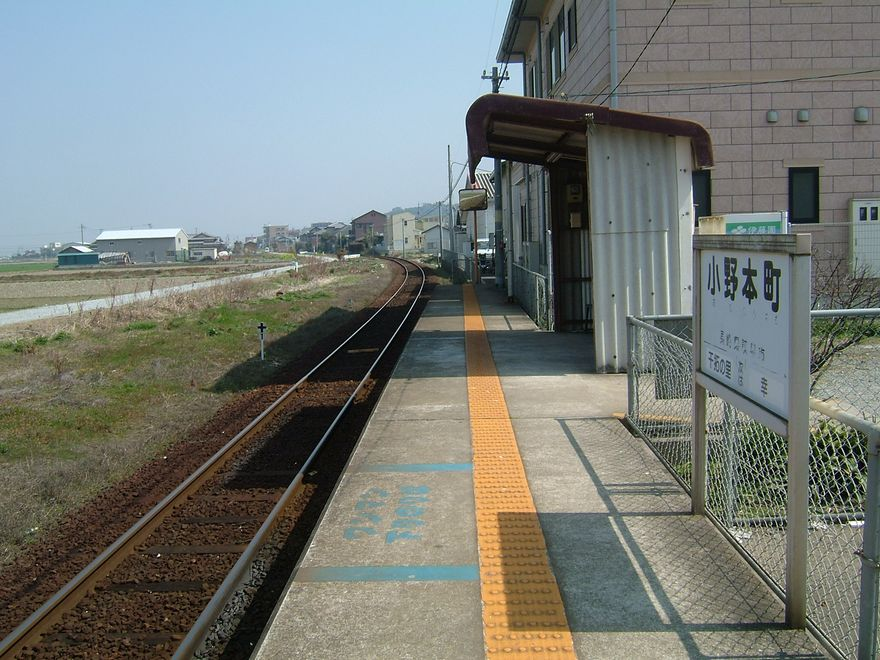
月台（2008年3月）

小野站（日语：／ Ono eki */?）是位於長崎縣諫早市宗方町，島原鐵道的島原鐵道線車站。

## 歷史
- 1911年（明治44年）6月20日 - 小野村站啟用[1][2]。
- 1964年（昭和39年）1月7日 - 車站改名為小野本町站。
- 1968年（昭和43年）3月1日 - 結束貨物業務。
- 2019年（令和元年）10月1日 - 車站改名為小野站。[3]

## 車站構造
本站是地面車站，設有1面1線的單式月台。月台位於路軌南邊。月台上設有候車室，在候車室內設有車站出入口。曾經此站設有列車交會設備和車站大樓。此站為無人車站。

## 車站周邊
車站南邊設有國道57號向東西走向。車站北邊設有廣寬的田園。
- 諫早市立小野小學
- 諫早小野郵局
- EDION（日语：エディオン）諫早店（前最好電器諫早本店）
- 丸高生鮮市場（日语：まるたか生鮮市場）小野店

## 使用狀況
在2013年度的一年總乘車人次為21,678人，下車人次為30,362人。
以下為近年一年總乘車人次和下車人次變化。
| 年度               | 一年總 乘車人次 | 一年總 下車人次 |
| ------------------ | --------------- | --------------- |
| 2000年（平成12年） | 22,502          | 30,341          |
| 2001年（平成13年） | 24,182          | 32,083          |
| 2002年（平成14年） | 27,682          | 36,385          |
| 2003年（平成15年） | 23,335          | 31,891          |
| 2004年（平成16年） | 20,484          | 29,756          |
| 2005年（平成17年） | 17,856          | 24,486          |
| 2006年（平成18年） | 17,061          | 23,591          |
| 2007年（平成19年） | 15,316          | 22,992          |
| 2008年（平成20年） | 18,545          | 24,916          |
| 2009年（平成21年） | 19,569          | 26,357          |
| 2010年（平成22年） | 20,786          | 27,566          |
| 2011年（平成23年） | 24,484          | 31,377          |
| 2012年（平成24年） | 22,410          | 30,516          |
| 2013年（平成25年） | 21,678          | 30,362          |

## 相鄰車站
島原鐵道
■島原鐵道線
急行
通過
普通
幸－小野－干拓之里

## 注腳
1. ↑  『鉄道院年報. 明治44年度』（國立國會圖書館數碼化收藏）
2. ↑  官報指出是6月19日「輕便鐵道運輸開始」『官報』1911年9月8日（國立國會圖書館數碼化收藏）
3. ↑  「10月以降の鉄道・バスの各種変更について」島原鉄道　お知らせ　2019年8月23日 （页面存档备份，存于）（日語）
4. ↑  第62版（平成27年）長崎統計年鑑 （页面存档备份，存于）（日語） - 長崎縣
5. ↑  長崎縣統計年鑑  （页面存档备份，存于）（日語），2020年9月5日參閲

## 外部連結
- 小野站 - 島原鐵道 （页面存档备份，存于）（日語）